# Animal terrestre
Els animals terrestres són animals que viuen principalment o totalment a terra, com per exemple, els gats, els gossos o les girafes, en contrast amb els animals aquàtics, que viuen més sovint o completament a l'aigua, com per exemple, els peixos, els llamàntols o els pops, o els amfibis, que viuen en combinació d'hàbitats aquàtics i terrestres, com les granotes. Els animals terrestres van evolucionar a partir dels animals marins (animals aquàtics que viuen a mars o oceans). La paraula «terrestre» també s'utilitza sovint per designar les espècies que viuen bàsicament a terra, en contrast amb les espècies arborícoles, que viuen principalment als arbres.
La diversitat filogenètica dels animals terrestres és molt inferior a la que presenten els animals aquàtics. Només set embrancaments d'animals viuen a terra i, d'aquests, cinc necessiten medis humits.

## Taxonomia
Els animals terrestres no formen part d'un clade únic, malgrat compartir el fet de viure a terra. Sovint, la transició de la vida aquàtica a la terrestre de diversos grups d'animals, es va desenvolupar independentment i de manera satisfactòria.
Deixant de banda els paràsits interns, les espècies en llibertat que viuen en entorns terrestres estan representades pels següents 10 fílums: platihelmints (planàrids), nemertins, nematodes (ascaris), rotífers, tardígrads, onicòfors, artròpodes, mol·luscs (gastròpodes: caragols de terra i llimacs), anèl·lids i cordats (tetràpodes). Els nematodes, els rotífers i els tardígrads, són animals microscòpics que necessiten una pel·lícula d'aigua per viure, i per aquesta raó no són considerats animals veritablement terrestres. Els platihelmints, els nemertins, els onicòfors i els anèl·lids depenen en major o menor grau d'hàbitats humits, mentre que les altres tres categories restants, els artròpodes, els gastròpodes, i els tetràpodes, són les úniques que tenen espècies capaces d'adaptar-se a entorns terrestres predominantment secs.

## Dificultats
Etiquetar una espècie animal de «terrestre» o «aquàtic», sovint és una qüestió d'opinió.
Molt animals considerats terrestres tenen un cicle vital que depèn parcialment d'estar a l'aigua. Els pingüins, els pinnípedes i les morses, dormen a terra i s'alimenten a l'oceà, encara que són considerats terrestres. Molts insectes i tots els crancs terrestres (així com altres clades) tenen una etapa aquàtica en el seu cicle vital, donat que els seus ous necessiten ser dipositats i descloure dins l'aigua. Després de l'eclosió tenen una etapa inicial en forma de crisàlide o larva.
Hi ha espècies de cranc que són completament aquàtiques, altres que són amfíbies i d'altres terrestres. El cranc violinista és considerat semiterrestre, donat que construeix nius en substrats fangosos en els quals es refugien durant la marea alta. Quan la marea baixa, el cranc violinista cerca aliment a la platja.
El mateix succeeix amb els mol·luscs, dins dels quals centenars de gèneres i espècies de gastròpodes, viuen en situacions intermèdies, com per exemple les espècies del gènere Truncatella. Alguns gastròpodes amb brànquies viuen a terra, mentre que altres amb pulmons viuen a l'aigua.
A més de les espècies purament terrestres i les purament aquàtiques, existeixen altres que es troben a la frontera. No existeix un criteri universalment acceptat per decidir com etiquetar aquestes espècies intermèdies.